# Richard Lockridge
Pour les articles homonymes, voir Lockridge.
Œuvres principales
- Série Mr et Mrs North (1940-1963)

Œuvres principales
- Série Mr et Mrs North (1940-1963)

Richard Lockridge, (Saint Joseph, Missouri, 25 septembre 1898 - Tryon, Caroline du Nord, 19 juin 1982), est un écrivain américain de roman policier.  Richard Lockridge et sa femme Frances Lockridge sont les créateurs de Mr et Mrs North, un couple d'enquêteurs amateurs fort célèbre dans l'Amérique des années 1940 - 1950.

## Biographie
Après des études à l'université du Missouri-Columbia, Richard Lockridge sert dans la US Navy pendant la Première Guerre mondiale.  Démobilisé, il devient journaliste pour deux journaux de Kansas City.  Dans la salle de rédaction du Star, il rencontre Frances Louise Davis qu'il épouse en 1922.
Née le 10 janvier 1896 à Kansas City, Frances Louise Davis fait des études supérieures à l'université du Kansas de Lawrence. Elle se destine ensuite au journalisme et assure la critique musicale du Star quand son destin croise celui de Richard Lockridge.
Peu après leur mariage, les époux Lockridge s'installe à New-York où Richard devient reporter de 1922 à 1928, puis critique dramatique dans les années 1930.  De cette époque date la publication de sa biographie du célèbre acteur américain Edwin Booth.  Peu après, il alimente des magazines avec de courtes nouvelles humoristiques mettant en scène un couple typiquement américain, Jerry et Pam(ela) North.  Ces textes sont ensuite réunis et publiés en volume avec succès. Or, c'est l'époque où les enquêtes de Nick et Nora Charles, le couple d'enquêteurs créé par Dashiell Hammett, rencontrent la faveur populaire grâce au film The Thin Man (1934) de W.S. Van Dyke.  Sur ces brisées, les Lockridge ont l'idée de mêler Mr et Mrs North à une intrigue policière.  Leur première enquête, The North Meet Murder, publiée en 1940, fait un tabac. Les aventures des North se retrouvent bientôt à la radio, au cinéma, à la télévision.  Les époux Lockridge, qui ont mis beaucoup d'eux-mêmes dans leurs personnages, produisent vingt-quatre romans pour narrer leurs exploits qui prennent fin à la mort de Frances, survenue le 17 février 1963.
Richard Lockridge, veuf, n'écrira plus une ligne sur les North, mais il poursuit jusqu'à sa mort la publication de romans d'espionnage et de cycles romanesques concernant d'autres limiers créés avec sa femme : le Lieutenant Heimrich de la police de New York, le détective juif Nathan Shapiro, ou encore le District Attorney newyorkais Bernie Simmons.

## Œuvre

### Romans

#### SérieMr et Mrs North
- Mr and Mrs North (1936), recueil de nouvelles humoristiques
- The Norths Meet Murder ou Mr & Mrs North Meet Murder (1940)
- Murder Out of Turn (1941) Publié en français sous le titre L'Essence du drame, Paris, Fleuve noir, coll. « Littérature policière » no 21, 1984
- A Pinch of Poison (1941)
- Death on the Aisle (1941)
- Hanged for a Sheep (1942)
- Death Takes a Bow (1943)
- Killing the Goose (1944)
- Payoff for the Banker (1945)
- Death of a Tall Man (1946) Publié en français sous le titre Mort d'un géant, Paris, Albin Michel, coll. « Le Limier » no 50, 1954
- Murder Within Murder (1946)
- Untidy Murder (1947)
- Murder Is Served ou A Taste for Murder (1948)
- The Dishonest Murderer (1949)
- Murder in a Hurry (1950)
- Murder Comes First (1951)
- Dead as a Dinosaur (1952) Publié en français sous le titre Panique à l'institut, Paris, Librairie des Champs-Élysées, coll. « Le Masque » no 1246, 1972
- Curtain for a Jester (1953)
- Death Has a Small Voice (1953)
- A Key to Death (1954)
- Death of an Angel ou Mr & Mrs North and the Poisoned Playboy (1955)
- Voyage into Violence (1956)
- The Long Skeleton (1958) Publié en français sous le titre La Plus Merveilleuse Grand'mère de l'année, Paris, Librairie des Champs-Élysées, coll. « Le Masque » no 643, 1959 ; réédition sous le titre La Plus Merveilleuse Grand'mère, Paris, Librairie des Champs-Élysées, coll. « Club des Masques » no 249, 1975
- Murder is Suggested (1959)
- The Judge is Reversed (1960) Publié en français sous le titre L'arbitre a toujours tort, Paris, Librairie des Champs-Élysées, coll. « Le Masque » no 743, 1961
- Murder Has Its Points (1961)
- Murder by the Book (1963)

#### SérieLieutenant Heimrich
- Think of Death (1947)
- I Want to Go Home (1948)
- Spin Your Web, Lady, (1949)
- Foggy, Foggy Death (1950)
- A Client is Cancelled (1951)
- Death by Association ou Trial by Terror (1952)
- Stand Up and Die (1953)
- Death and the Gentle Bull ou Killer in the Straw (1954)
- Burnt Offering (1955)
- Let Dead Enough Alone, (1956)
- Practise to Deceive (1957) Publié en français sous le titre Cyclones, Paris, Librairie des Champs-Élysées, coll. « Le Masque » no 627, 1959 ; Paris, Librairie des Champs-Élysées, coll. « Club des Masques » no 187, 1973
- Accent on Murder (1958) Publié en français sous le titre Garden-Party, Paris, Librairie des Champs-Élysées, coll. « Le Masque » no 672, 1959
- Show Red for Danger (1960) Publié en français sous le titre Silence! On tourne !, traduction Pauline Verdun, Paris, Librairie des Champs-Élysées, coll. « Le Masque » no 732, 1961
- Whit One Stone ou No Dignity in Death (1961) Publié en français sous le titre La piscine était à sec, Paris, Librairie des Champs-Élysées, coll. « Le Masque » no 757, 1962
- First Come, First Kill (1962) Publié en français sous le titre Le juge s'est enfui, Paris, Librairie des Champs-Élysées, coll. « Le Masque » no 793, 1963 ; réédition, Paris, Librairie des Champs-Élysées, coll. « Club des Masques » no 130, 1971
- The Distant Clue (1963) Publié en français sous le titre Vieilles Familles, vieux papiers, Paris, Librairie des Champs-Élysées, coll. « Le Masque » no 856, 1964
- Murder Can't Wait (1964), Publié en français sous le titre Le meurtrier n'attend pas, Paris, Librairie des Champs-Élysées, coll. « Le Masque » no 911, 1966; réédition, Paris, Librairie des Champs-Élysées, coll. « Club des Masques » no 300, 1977

Note : Dans ce roman, Nathan Shapiro collabore à l'enquête du Lieutenant Heimrich.
- Murder Roundabout (1966)
- With Option to Die (1967)
- A Risky Way to Kill (1969)
- Inspector's Holiday (1971)
- Not I, Said the Sparrow (1973)
- Dead Run (1976)
- The Tenth Life (1977) Publié en français sous le titre L'Hôpital des chats, Paris, Librairie des Champs-Élysées, coll. « Le Masque » no 1586, 1979

#### SérieNathan Shapiro
- The Faceless Adversary ou Case of the Murdered Redhead (1956)
- Murder and Blueberry Pie ou Call It Coincidence (1959)
- The Drill is Death (1961)
- Murder for Art's Sake (1967)
- Die Laughing (1969)
- Preach No More (1971) Publié en français sous le titre La Mort du prêcheur, Paris, Gallimard, coll. « Série noire » no 1444, 1971
- Write Murder Down (1972)
- Or Was He Pushed? (1975)
- A Streak of Light (1976) Publié en français sous le titre Un rai de lumière,Paris, Librairie des Champs-Élysées, coll. « Le Masque » no 1519, 1978
- The Old Die Young (1980)

#### SérieBernie Simmons, D.A.
- And Left for Dead (1962) Publié en français sous le titre Elle avait la tête dure, traduction Pauline Verdun, Paris, Librairie des Champs-Élysées, coll. « Le Masque » no 895, 1965; réédition, Paris, Librairie des Champs-Élysées, coll. « Club des Masques » no 254, 1975
- The Devious Ones (1964) Publié en français sous le titre Championne du marteau, Paris, Librairie des Champs-Élysées, coll. « Le Masque » no 882, 1965
- Squire of Death (1965) Publié en français sous le titre Garçon… un alibi !, Paris, Librairie des Champs-Élysées, coll. « Le Masque » no 921, 1966
- A Plate of Red Herrings (1968)
- Twice Retired (1970)
- Something Up a Sleeve (1972) Publié en français sous le titre Le Bavard silencieux, Paris, Gallimard, coll. « Série noire » no 1569, 1973
- Death on the Hour (1974)

#### Autres romans
- Death in the Mind, en collaboration avec George Hoben Estabrooks (1945)
- A Matter of Taste (1949)
- The Tangled Cord (1957)
- Catch as Catch Can (1958)
- The Innocent House (1959) Publié en français sous le titre À qui en avez-vous palé ?, traduction Michel Bloy, Paris, Librairie des Champs-Élysées, coll. « Service secret » no 2, 1964 ; réédition Paris, Librairie des Champs-Élysées, coll. « Club des Masques » no 162, 1972
- The Golden Man (1960)
- The Ticking Clock (1962)
- Night of Shadows (1962) Publié en français sous le titre Ombres dans la nuit, Paris, Librairie des Champs-Élysées, coll. « Le Masque » no 829, 1964
- Quest for the Bogeyman (1964) Publié en français sous le titre Chasse au croquemitaine, Paris, Librairie des Champs-Élysées, coll. « Le Masque » no 905, 1965
- Murder in False-Face (1968)
- Troubled Journey (1970)
- Death in a Sunny Place (1971)

### Nouvelles

#### SérieMr et Mrs North
- Pattern of Murder ou There's Death for Remember (1955) Publié en français sous le titre La Mort des souvenirs, Paris, Opta, Mystère Magazine no 134, mars 1959

#### SérieLieutenant Heimrich
- Nobody Can Ask That ou Too Early for Murder (1956) Publié en français sous le titre C'est trop demander, Paris, Opta, Mystère Magazine no 130, novembre 1958
- The Searching Cats ou The Cat and the Killer (1956) Publié en français sous le titre Les chats mènent l'enquête, Paris, Opta, Mystère Magazine no 139, août 1959
- Dead on Foggy Morning ou Hit-and-Run (1957)
- Dead Boy's Don't Remember ou Boy Kidnaped (1957) Publié en français sous le titre Les morts ne parlent pas, Paris, Opta, Mystère Magazine no 141, octobre 1959
- If They Give Him Time ou Murder by the Clock (1957) Publié en français sous le titre Le temps qu'il faut, Paris, Opta, Mystère Magazine no 171, avril 1962
- All Men Make Mistakes (1958) Publié en français sous le titre Virage dangereux, Paris, Opta, Mystère Magazine no 143, décembre 1959
- Cat of Dreams ou Death and the Fiery-Eyed Cat (1958) Publié en français sous le titre Le Chat imaginaire, Paris, Opta, Mystère Magazine no 177, octobre 1962
- Allergic to Murder ou The Accusing Smoke (1959)
- Capt. Heimrich Stumbles (1959) Publié en français sous le titre Le Faux Pas, Paris, Opta, Mystère Magazine no 162, juillet 1961
- The Scent of Murder (1960) Publié en français sous le titre Le monstre est lâché, Paris, Opta, Mystère Magazine no 208, mai 1965
- A Winter's Tale (1961) Publié en français sous le titre Une leçon un peu froide, Paris, Opta, Mystère Magazine no 204, janvier 1965
- Flair for Murder (1965) Publié en français sous le titre Flair pour meurtre, Paris, Opta, Mystère Magazine no 236, septembre 1967

#### Autres nouvelles
- I Want to Go Home (1949)
- The Golden Man (1960)
- Four Hours to Fear (1964)

### Biographie
- Darling of Misfortune: Edwin Booth: 1833-1893 (1932), biographie du célèbre acteur américain.

## Sources
- Jacques Baudou et Jean-Jacques Schleret, Le Vrai Visage du Masque, vol. 1, Paris, Futuropolis, 1984, 476 p. (OCLC 311506692), p. 284-285.
- Anne Martinetti, "Le Masque" : histoire d'une collection, Amiens, Encrage, coll. « Références » (no 3), 1997, 143 p. (ISBN 978-2-906389-82-3), p. 82-83.
- Claude Mesplède, Les années "Série noire" : bibliographie critique d'une collection policière, vol. 1 : 1945-1959, Amiens, Editions Encrage, coll. « Travaux » (no 13), 1992 (ISBN 978-2-906389-34-2).
- Claude Mesplède, Les années "Série noire" : bibliographie critique d'une collection policière, vol. 2 : 1959-1966, Amiens, Editions Encrage, coll. « Travaux » (no 17), 1993 (ISBN 978-2-906389-43-4).
- Claude Mesplède, Les années "Série noire" : bibliographie critique d'une collection policière, vol. 3 : 1966-1972, Amiens, Editions Encrage, coll. « Travaux / 22 », 1994, 4 p. (ISBN 978-2-906389-53-3).
- Claude Mesplède et Jean-Jacques Schleret, SN, voyage au bout de la Noire : inventaire de 732 auteurs et de leurs œuvres publiés en séries Noire et Blème : suivi d'une filmographie complète, Paris, Futuropolis, 1982, 476 p. (OCLC 11972030), p. 235-236.